# Francis Jamet

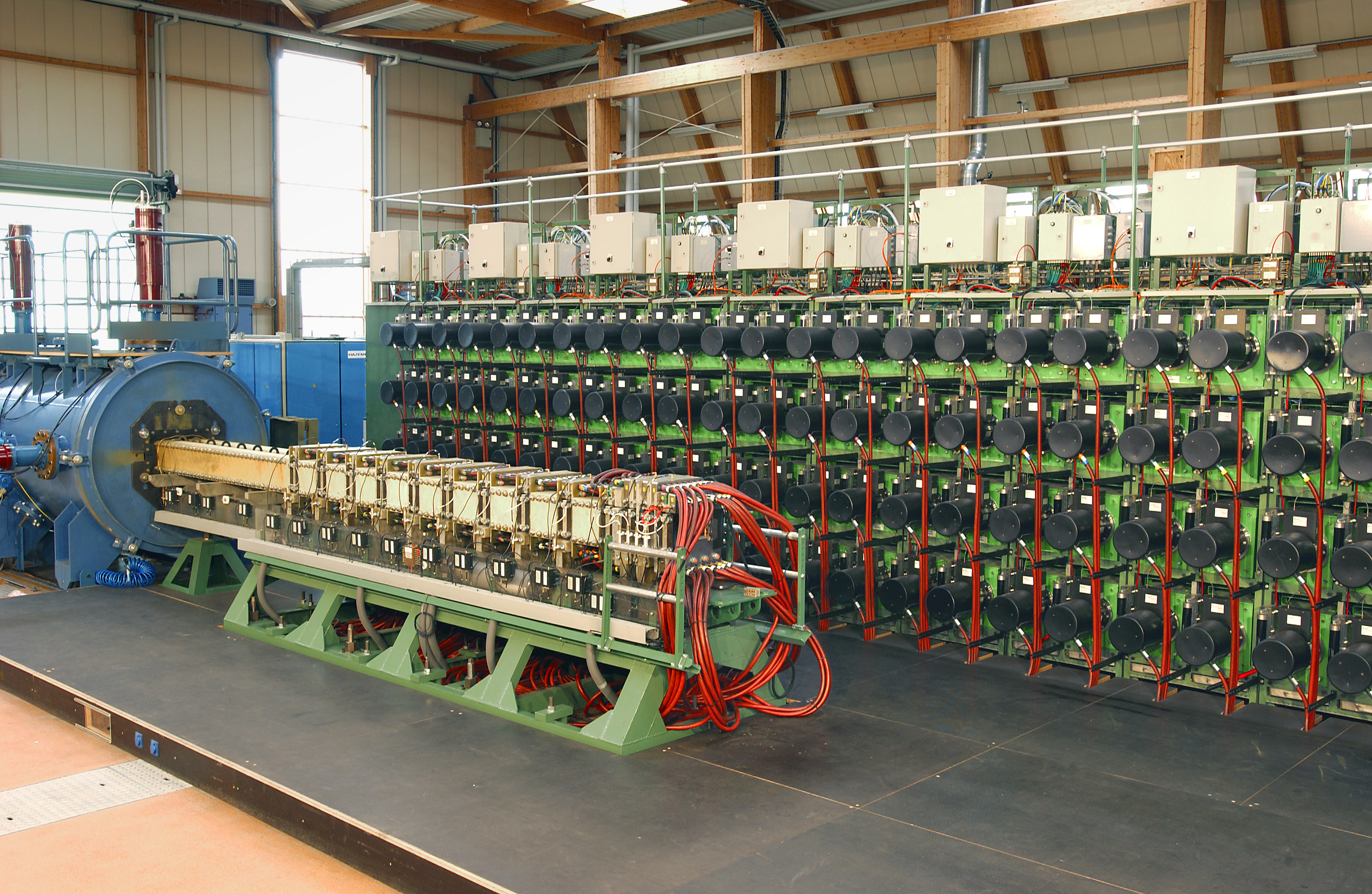
Institut Franco-Allemand de recherches de Saint-Louis (ISL) : lanceur à rails PEGASUS, Energie électrique 10 MJ, courant 2MA, vitesse des projectiles > 2 km/s

Francis Jamet, né le 27 août 1940, docteur ingénieur, est un physicien français ayant exercé à l'Institut franco-allemand de recherches de Saint-Louis (ISL), spécialiste de la radiographie éclair, des impulsions électriques de puissance et des lanceurs électromagnétiques.

## Biographie
Il a étudié les impulsions de rayons X appliquées à la visualisation de phénomènes rapides tels que ceux de la balistique. Les appareils de radiographie éclair qu'il a développés utilisant des générateurs de Marx compacts sont industrialisés.
Ses recherches fondamentales sur la radiocristallographie instantanée ont été menées avec Jean-Jacques Trillat. Elles ont permis de suivre les déformations des réseaux cristallins soumis à des déformations rapides (ondes de choc, explosions de fils).
Il a créé le programme franco allemand sur les lanceurs électromagnétiques à rails (1990). Réalisation unique d'une source d'énergie capacitive modulaire de 10 MJ avec des commutateurs semi-conducteurs, délivrant jusqu'à 6 MA, associée à un canon à rails pouvant accélérer des projectiles de 400 g jusqu'à une vitesse de 5 km/s.
Membre fondateur puis président de European Electromagnetic Launch Association (EEMLS) (1992). Contributeur au Management Board of NATO's Defence Research Group (1994-1997). Membre de International Electromagnetic Launch Symposium Permanent Committee (1998).

## Distinctions
- Prix de l'Académie des Sciences, Institut de France (juillet 1985)
- Chevalier de l'Ordre National du Mérite (mai 1992)
- Chevalier de la Légion d'honneur (mars 2002)

## Publications
- en collaboration avec Gustav Thomer, Flash Radiography, Editions Elsevier, 1976